# Rytuksymab
Rytuksymab (INN: rituximab, ATC L01X C02) – lek przeciwnowotworowy i immunosupresyjny. Jest to ludzko-mysie chimeryczne przeciwciało monoklonalne anty-CD20, produkowane metodą inżynierii genetycznej w hodowli zawiesiny komórek jajnika chomika chińskiego. Rytuksymab jest stosowany w leczeniu chłoniaków nieziarniczych (NHL), przewlekłej białaczki limfocytowej (CLL) i reumatoidalnego zapalenia stawów.

## Mechanizm działania
Rytuksymab wiąże się swoiście z przezbłonowym antygenem różnicowania komórkowego CD20, który jest nieglikozylowaną fosfoproteiną, występującą na limfocytach pre-B i na dojrzałych limfocytach B. Antygen CD20 występuje w >95% przypadków wszystkich chłoniaków nieziarniczych (NHL) z komórek B. Antygen CD20 występuje na prawidłowych limfocytach B, jak i na zmienionych nowotworowo komórkach B, lecz nie występuje na hematopoetycznych komórkach pnia, na wczesnych limfocytach pro-B, na prawidłowych komórkach plazmatycznych, ani na komórkach innych zdrowych tkanek. Antygen ten po połączeniu z przeciwciałem nie podlega wprowadzeniu do komórki i nie jest uwalniany z jej powierzchni. CD20 nie występuje w postaci wolnej, krążącej w osoczu, co wyklucza kompetycyjne wiązanie przeciwciała. Domena Fab cząsteczki rytuksymabu wiąże się z antygenem CD20 na limfocytach B i poprzez domenę Fc uruchamia mechanizmy układu odpornościowego prowadzące do lizy komórek B. Do prawdopodobnych mechanizmów lizy komórek należy cytotoksyczność zależna od układu dopełniacza (CDC), związana z przyłączeniem składnika C1q, oraz cytotoksyczność komórkowa zależna od przeciwciał (ADCC), której mediatorami jest jeden lub kilka rodzajów receptorów Fcγ, znajdujących się na powierzchni granulocytów, makrofagów i limfocytów NK. Wykazano także, że przyłączenie rytuksymabu do antygenu CD20 na limfocytach B indukuje śmierć komórki w drodze apoptozy. Liczby obwodowych limfocytów B ulegały obniżeniu do wartości poniżej normy po zakończeniu podawania pierwszej dawki rytuksymabu. U chorych leczonych z powodu nowotworów układu krwiotwórczego, odnowa limfocytów B rozpoczynała się w ciągu 6 miesięcy od leczenia, powracając do zakresu wartości prawidłowych pomiędzy 9 a 12 miesiącem od zakończenia leczenia. U chorych na reumatoidalne zapalenie stawów obserwowano obniżenie liczby limfocytów B we krwi obwodowej bezpośrednio po wykonaniu dwóch infuzji produktu w dawce 1000 mg w odstępie 14 dni. Podwyższenie liczby limfocytów B we krwi obwodowej następowało od 24 tygodnia, przy czym dowody na odnowienie ich puli obserwuje się u większości pacjentów do 40 tygodnia, niezależnie od tego, czy produkt jest podawany w monoterapii, czy w skojarzeniu z metotreksatem.

## Rytuksumab w leczeniu chłoniaków nieziarniczych
Wskazany w leczeniu:
- wcześniej nieleczonych chorych na nieziarnicze chłoniaki grudkowe w III–IV stopniu klinicznego zaawansowania w skojarzeniu z chemioterapią
- w leczeniu podtrzymującym chorych na nieziarnicze chłoniaki grudkowe w fazie nawrotu lub oporności na leczenie, u których uzyskano odpowiedź na leczenie indukcyjne po zastosowaniu chemioterapii bez lub z produktem MabThera
- w monoterapii jest wskazany w leczeniu chorych na nieziarnicze chłoniaki grudkowe w III–IV stopniu klinicznego zaawansowania w przypadku oporności na chemioterapię lub w przypadku drugiej lub kolejnej wznowy po chemioterapii
- w leczeniu chorych na chłoniaki nieziarnicze rozlane z dużych komórek B, z dodatnim antygenem CD20, w skojarzeniu z chemioterapią według schematu CHOP (cyklofosfamid, doksorubicyna, winkrystyna, prednizolon)[2]

Podanie dożylne
Przed każdym wlewem dożylnym pacjentom z chłoniakiem podaje się premedykację w postaci leków histaminowych i przeciwzapalnych. Dawkę oblicza się indywidualnie dla każdego pacjenta w przeliczeniu na wielkość powierzchni ciała. Liczba i częstość wlewów dożylnych jest uzależniona od typu leczonego chłoniaka. Czas podania leku w formie dożylnej to ok. 2,5 godziny.
Podanie podskórne
Podskórne podanie rytuksymabu w leczeniu chorych na chłoniaka nieziarniczego jest możliwe dzięki zastosowaniu dodaniu do leku hialuronidazy. Enzym ten tymczasowo rozkłada kwas hialuronowy, który tworzy barierę przed nadmiernym przenikaniem płynów do organizmu. W wyniku tego w tkance podskórnej tworzy się przestrzeń umożliwiająca rozprzestrzenianie się leku i szybsze wchłanianie do naczyń limfatycznych. Zmiana struktury tkanki podskórnej jest całkowicie odwracalna w ciągu 24 godzin. Każdy pacjent pierwszą dawkę leku otrzymuje w postaci dożylnej. Powolny wlew dożylny pozwala lepiej monitorować ewentualne wystąpienie działań niepożądanych. Kolejne cykle leczenia są podawane w formie podskórnej. Dla wszystkich pacjentów została ustalona jedna dawka leku. Podanie leku trwa około 5 minut, a po zakończeniu wymagana jest 15-minutowa obserwacja pacjenta.

## Rytuksymab w leczeniu przewlekłej białaczki limfocytowej
Wskazany w leczeniu:
- w skojarzeniu z chemioterapią  u chorych na przewlekłą białaczkę limfocytową w leczeniu wcześniej nieleczonych chorych oraz u chorych opornych na leczenie lub z nawrotem choroby. Dostępna jest ograniczona ilość danych dotyczących skuteczności i bezpieczeństwa stosowania u pacjentów uprzednio leczonych przeciwciałami monoklonalnymi, w tym produktem MabThera, lub u pacjentów wcześniej opornych na leczenie produktem MabThera w skojarzeniu z chemioterapią.

## Rytuksymab w leczeniu reumatoidalnego zapalenia stawów
Wskazany w leczeniu:
- z metotreksatem jest wskazany do stosowania w leczeniu dorosłych pacjentów z ciężkim reumatoidalnym zapaleniem stawów, u których stwierdzono niewystarczającą odpowiedź na leczenie lub nietolerancję innych leków modyfikujących proces zapalny (ang. DMARD), w tym jednego lub kilku inhibitorów czynnika martwicy nowotworów[5].

## Częste działania niepożądane
| - zapalenie oskrzeli - neutropenia - trombocytopenia - obrzęk naczyniowo-ruchowy - nudności - świąd - wysypka - łysienie - posocznica | - zapalenie płuc - półpasiec - zakażenia układu oddechowego - zakażenia grzybicze - ostre zapalenie oskrzeli - zapalenie zatok przynosowych - niedokrwistość - granulocytopenia |